# شین هه جونگ
این یک نام کره‌ای است؛ نام خانوادگی شین است.
شین هه جونگ (به کره‌ای: 신혜정) (زاده ۱۰ اوت ۱۹۹۳) خواننده و بازیگر اهل کره جنوبی است.
هه جونگ یکی از اعضای گروه ای او ای بود.